# Hugo Wilhelm von Ziemssen
Hugo Wilhelm von Ziemssen (Greifswald, 13 dicembre 1829 – Monaco di Baviera, 21 gennaio 1902) è stato un medico tedesco.
Studiò a Berlino e a Würzburg. Nel 1863 fu chiamato a Erlangen come professore di patologia e direttore della clinica e nel 1874 a Monaco di Baviera come direttore dell'ospedale generale. Grazie a lui vennero compiti dei progressi nel campo dell'elettroterapia e introdusse l'acqua fredda come trattamento per la febbre tifoide e per l'infiammazione polmonare. Diventò un'autorità sulle malattie della laringe e dell'apparato digerente. 
Tra le varie opere ha pubblicato Klinische Vorträge (1887-1900). In collaborazione con specialisti di primo piano ha pubblicato Handbuch der spediellen Pathologie und Therapie (diciassette volumi) ed il Handbuch der Allgemeine Therapie (quattro volumi, 1880-1884), entrambi tradotti in inglese. Ha curato con Friedrich Albert von Zenker il Deutsches Archiv für klinische Medizin.